# Ухтъярв
У́хтъярв (Ухти; устар. Ухт, Ухти-ярви; эст. Uhtjärv, Uhtijärv) — эвтрофное озеро в южной части Эстонии. Располагается на территории деревни Ухтъярве волости Антсла в уезде Вырумаа. Относится к бассейну Вяйке-Эмайыги.
Озеро имеет узкую продолговатую форму, вытянутую в субширотном направлении. Находится в 8 км севернее города Антсла, на высоте 90 м над уровнем моря, в древней долине Урвасте на юго-восточном склоне возвышенности Отепя. Площадь озера составляет 0,447 км² (по другим данным — 0,435 км²), длина — 2,9 км, ширина — 0,28 км. Наибольшая глубина — 27,6 м, средняя глубина — 7,7 м. Берега крутые. Протяжённость береговой линии — 6,449 км. Площадь водосборного бассейна — 9,1 км² (по другим данным — 10,7 км²). Сток идёт из северо-западной оконечности по реке Визула в Вяйке-Эмайыги. Среди ихтиофауны преобладают: лещ, окунь, плотва и щука.